# Sujbaatar
Sujbaatar (en mongol: Сүхбаатар) es la capital del aymag de Selenge. Está localizada en el norte de Mongolia, a orillas del río Orkhon y fue fundada como una estación del ferrocarril Transmongoliano (Moscú-Pekín). 

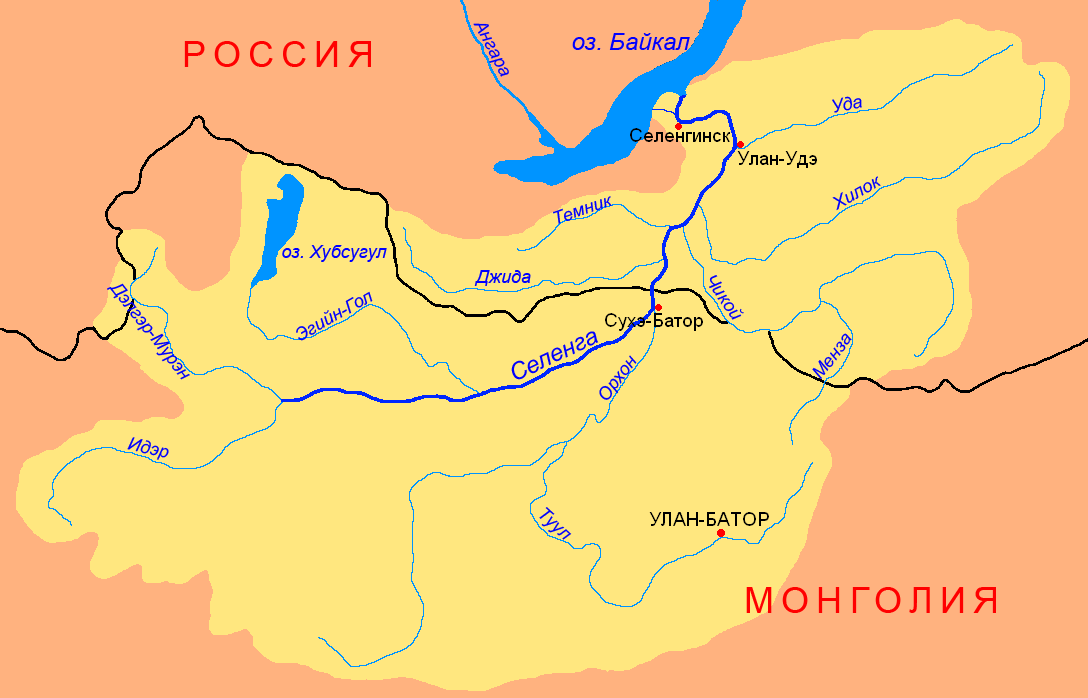
Mapa en ruso del río Selengá (Селенга) en el que aparece Sujbaatar (Сухэ-Батор)

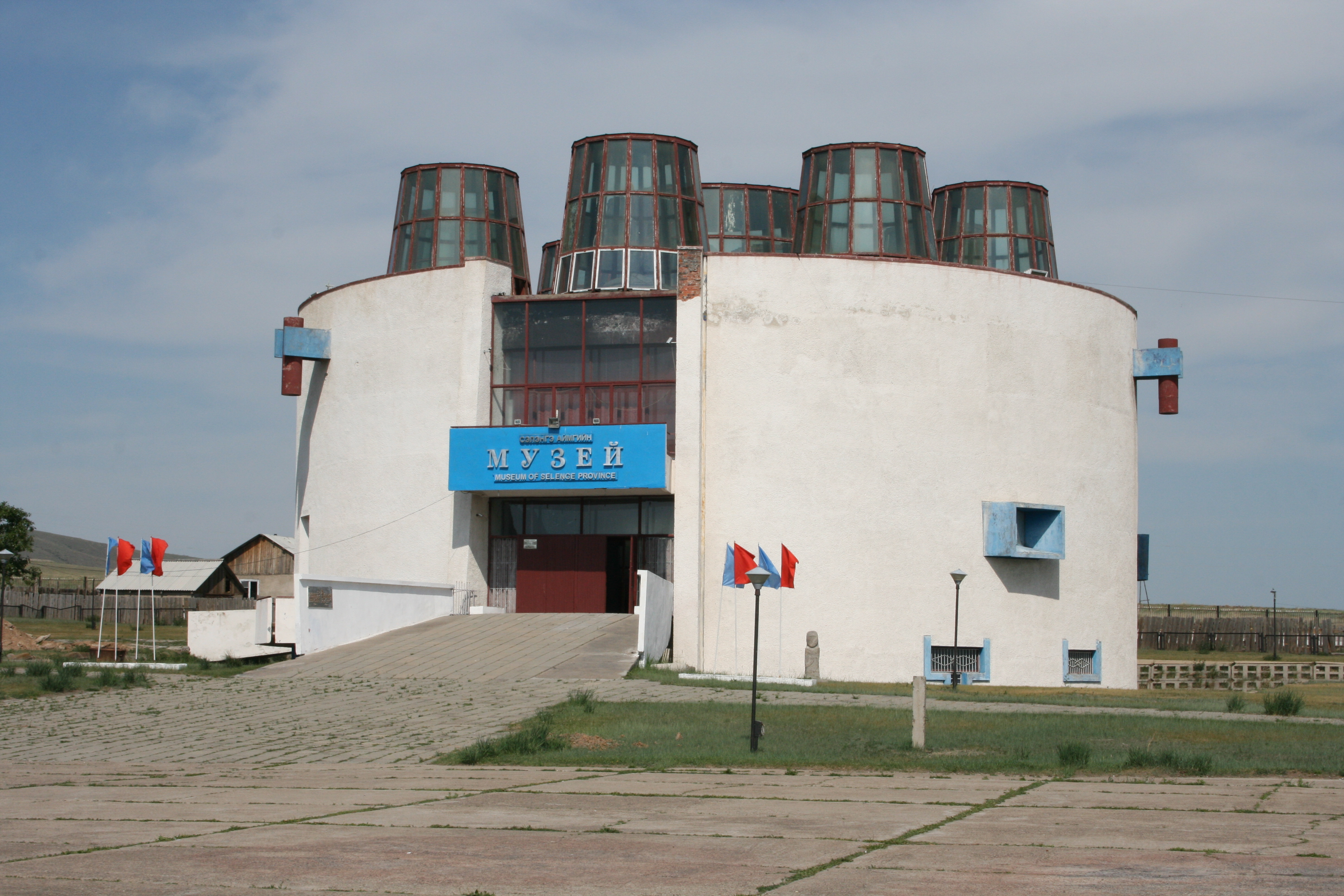
Museo de Sujbaatar

La población de la ciudad era de 19.224 habitantes (a finales de 2007).
La ciudad fue fundada en 1940 y lleva el nombre del líder revolucionario mongol Damdin Süjbaatar.